# Flash Gordon (album)

Flash Gordon este un album din 1980 al trupei rock britanice Queen și este unul din cele două albume soundtrack ale lor alături de Highlander. Este albumul soundtrack al filmului science fiction Flash Gordon și conține doar două cântece cu versuri. Piesa "Flash's Theme" a fost singura de pe album lansată ca single sub titlul "Flash". A ajuns până pe locul 10 în topurile britanice și pe locul 42 în Statele Unite.

## Tracklist
1. "Flash's Theme" (Brian May) (3:30)
2. "In the Space Capsule (The Love Theme)" (Roger Taylor) (2:21)
3. "Ming's Theme (In the Court of Ming the Merciless)" (Freddie Mercury) (2:53)
4. "The Ring (Hypnotic Seduction of Dale)" (Mercury) (1:15)
5. "Football Fight" (Mercury) (1:29)
6. "In the Death Cell (Love Theme Reprise)" (Taylor) (2:26)
7. "Execution of Flash" (John Deacon) (0:43)
8. "The Kiss (Aura Resurrects Flash)" (Mercury) (2:11)
9. "Arboria (Planet of the Tree Men)" (Deacon) (1:41)
10. "Escape from the Swamp" (Taylor) (1:37)
11. "Flash to the Rescue" (May) (2:47)
12. "Vultan's Theme (Attack of the Hawk Man)" (Mercury) (1:15)
13. "Battle Theme" (May) (2:20)
14. "The Wedding March" (Richard Wagner, May) (0:56)
15. "Marriage of Dale and Ming (And Flash Approaching)" (May, Taylor) (2:04)
16. "Crash Dive on Mingo City" (May) (0:46)
17. "Flash's Theme Reprise (Victory Celebrations)" (May) (1:39)
18. "The Gero" (May) (3:31)

## Single
- "Flash" (1980)

## Componență
- John Deacon - chitară bas, chitară, sintetizator
- Brian May - chitară, voce, sintetizator, pian (pe "Flash's Theme" și "The Hero")
- Freddie Mercury - voce, sintetizator, pian, claviaturi
- Roger Taylor - tobe, timpan, voce, sintetizator